# Comuna Cearukiv, Luțk
Cearukiv (în ucraineană Чаруків) este o comună în raionul Luțk, regiunea Volînia, Ucraina, formată din satele Cearukiv (reședința) și Vîhurîci.

## Demografie
Componența lingvistică a satului Cearukiv
     Ucraineană (99,15%)
     Alte limbi (0,85%)
Conform recensământului din 2001, majoritatea populației satului Cearukiv era vorbitoare de ucraineană (99,15%), existând în minoritate și vorbitori de alte limbi.